# Neochelonia xanthina
Neochelonia xanthina är en fjärilsart som beskrevs av Charles Oberthür 1912. Neochelonia xanthina ingår i släktet Neochelonia och familjen björnspinnare. Inga underarter finns listade i Catalogue of Life.